# Реч
Реч (ијек. ријеч) најмања је јединица језика која носи значење и има фонетску вредност. Једну реч може чинити једно, два или више слова, у просеку од четири до седам слова, најмање је речи која имају више од десет слова. Комбиновањем речи се могу правити сложеније форме које такође имају значење. У језицима којима комуницирају људи то су фразе, клаузе и реченице. Реченице се по правилу формирају према одређеном скупу правила који се назива граматика. Реч која се састоји из две или више коренских речи које су међусобно повезане назива се сложеница.
У лингвистици, реч је најмањи елемент који може да буде изговорен у изолацији са семантичким или прагматичким контекстом (са дословним или практичним значењем). То је у контрасту са морфемом, који је најмања целина са значењем али која није увек подесна за самостална употребу. Реч може да се састоји од једног морфема (на пример: ох!, камен, црвено, брз, трчати, очекивати), или неколико (камење, црвенило, брзо, трчање, неочекиван). Комплексна реч типично садржи корен и један или више додатака, или више од једног корена. Речи могу да формирају веће језичке елементе, као што су фразе, и реченице.
Термин реч се може односити на изговорену или написану реч, или понекад на апстрактни концепт иза ње. Изговорене речи се састоје од звучних јединица, фонема, а писане речи од симбола званих графеме, као што су слова алфабета.

## Дефиниције/значења

### Преглед
Речници категоришу језичку лексику (тј. колекције речи) у леме. Ово се може узети као индикација онога што представља „реч” по мишљењу писаца тог језика. Најприкладније средство за мерење дужине речи је рачунање његових слогова или морфема. Када реч има више дефиниција или више значења, то може довести до конфузије у дебати или дискусији. У зависности од језика, дефинисање и ограничавање речи понекад може бити тешко. Док је у писаном корпусу неколико језика празнина знак за раздвајање две речи, неки језици, као што су јапански и кинески, не користе ово обележје.
Даље, синтетички језици често комбинују доста различитих делова лексичких података у једној речи, отежавајући разумевање класичног значења речи, које је много лакше у аналитичким језицима. Ово је нарочито проблематично код полисинтетичких језика, као што су Инуктитутски и Убишки, где се читава реченица може састојати из само једне такве речи. Посебно су збуњујући језици као вијетнамски, где размак не означава обавезно границу између две речи и она се мора одредити на основу контекста. Ипак, од свих решења, највише збуњују она за оралне језике, који нуде само фонолексичке трагове, како би открили где је граница двају речи. Знаковни језици нуде сличан проблем као и језици тела.

### Правопис
У језицима са књижевном традицијом, постоје међусобне везе између правописа и дефинисања појединачних речи. Разделиоци речи (типично размаци) су уобичајени у савременом правопису језика који користе алфабетна писма, мада су они (изузев изолованих преседана) релативно недаван развој (погледајте историју писања).
У енглеском правопису, сложени изрази могу да садрже просторе. На пример, ice cream, air raid shelter и get up се сви генерално сматрају да се састоје од више од једне речи (јер су све компоненте слободне форме, са могућим изузетком get).
Сви језици изричито не раздвајају речи. Мандарински језик је веома аналитички језик (са неколико фиксних афикса), те није неопходно да се речи правописно одвајају. Аналитички језици првенствено преносе односе између речи у реченицама помоћу помоћних речи и редоследа речи. Међутим, постоје многе вишеморфемске сложенице у мандаринском језику, као и варијетети везаних морфема који отежавају јасно одређивање садржаја речи.
Понекад, језици који су изузетно граматички сродни разматрају исти ред речи на различите начине. На пример, рефлективни глаголи у француском инфинитиву су засебни од њиховог респективног члана, нпр. se laver („опрати се”), док су у португалском језику они раздвојени цртом, нпр. lavar-se, а у шпанском они су спојени, нпр. lavarse.
Јапански користи правописне ознаке за разграничавање речи као што су прелази између канџи (кинеских слова) и два кана слога. Ово је прилично меко правило, јер садржајне речи исто тако могу да буду ефективно написане у хирагани (ако се то екстензивно чини, типично се додају размаци да би се одржала читљивост).
Вијетнамски правопис, који користи латинско писмо, разграничава монослоговне морфеме уместо речи.
У кодирању слова, сегментација речи зависи од тога које ознаке су дефинисане као разделиоци речи.

## Реч у различитим врстама језика
Код синтетичких језика, једна коренска реч може имати више различитих форми. Међутим, оне се обично не посматрају као различите речи, већ као различите реализације једне речи. У овим језицима, реч се може састојати из већег броја морфема.

## Комплексност одређивања граница између речи у говору
У говорном језику, одређивање дистинкције између две речи још је комплексније: кратке речи су често изговорене као једна, а дугачке речи су често подељене. Говорни француски има неке одлике полисинтетичких језика. Како већина светских језика нема своју писану форму, научно одређивање граница речи постаје веома важно.

## Одређивање граница речи
Постоји пет начина како одредити границу између речи у говорном језику:

### Могућа пауза
Говорнику је речено да понови дату реченицу полако, обраћајући пажњу на паузе. Говорник ће настојати да убаци паузе како би разграничио речи. Међутим, овај метод није у потпуности погодан: говорник може лако да раздвоји полисилабичке речи.

### Недељивост
Говорнику је речено да гласно изговори реченицу, а онда му је речено да је понови, али са неким уметнутим речима. Ове уметнуте речи ће бити додате на границама речи оригиналног текста. Међутим, неке речи имају инфиксе, који су убачени унутар речи. Слично овоме, неке речи имају афиксалне раздвојиваче.

### Минималне самосталне јединице
Овај концепт је био предложен од стране Леонарда Блумфилда. Речи су замишљене као најмање значењске јединице говора које могу стајати самостално. Ово одговара односу фонема (као јединица звука) и лексема (као јединица значења). Међутим, неке писане речи нису минималне самосталне јединице, као што немају ни самостално значење.

### Фонетске границе
Неки језици имају строга правила дистрибуције, која олакшавају одређивање места где границе речи треба да стоје. На пример, у турском, који је певљив, самогласници унутар дате речи имају исти квалитет, тако да се граница између речи одређује чим се вокалски квалитет промени. Међутим, немају сви језици овако погодна фонетска правила, а чак и код оних који их имају срећемо неке изузетке.

### Семантичке јединице
Слично као горе поменуте минималне, само сталне јединице, овај метод раздваја реченицу на њене најмање јединице. Међутим, језици често садрже речи које имају малу семантичку вредност (а често имају значајнију граматичку улогу) или семантичке јединице које представљају сложенице.
У пракси, лингвистика користи мешавину свих ових метода како би одредила границе између речи било које дате реченице. Чак и при пажљивом коришћењу ових метода, тачна дефиниција речи је често још увек нејасна.

## Морфологија
Морфологија је проучавање формирања и структуре речи. У синтетичким језицима, појединачна основа речи (на пример, постојати) може да има бројне различите форме (на пример, постоји, постојећи, и постојан). Међутим, за неке сврхе оне се обично не сматрају различитим речима, већ пре различитим формама исте речи. У тим језицима, може се сматрати да је реч конструисана од извесног броја морфема.
У индоевропским језицима се разликују морфеме
- Корена.
- Опционих суфикса.
- Иинфлексионих суфикса.

Стога се може сматрати да се на пример прото-индоевропска реч *wr̥dhom састоји од
1. *wr̥-, нултог корена *wer-.
2. Коренске екстензије *-dh- (дијахроничког суфикса), што резултира у комплексном корену *wr̥dh-.
3. Тематског суфикса *-o-.
4. Граматичког рода номинатива или акузатива суфикса једнине *-m.

## Филозофија
Филозофи су налазили објекте фасцинације у речима још од петог века пре нове ере, са формирањем филозофије језика. Платон је анализирао речи у смислу њиховог порекла и звукова од којих су сачињене, и извео је закључак да постоји веза између звука и значења, мада се речи знатно мењају током времена. Џон Лок је писао да се употреба речи треба састојати од разумне оцене идеја, мада се оне бирају „не по било каквој природној вези који може да постоји између одређених артикулираних звука и одређене идеје, јер би онда постојао један језик између свих људи; већ добровољним наметањем, при чему се таква реч произвољно учини ознаком такве идеје”. Витгенштајнова мисао је прешла из речи као репрезентације значења, на гледиште према коме је „значење речи њена употреба у језику”.
Археологија показује да су чак вековима пре ове фасцинације филозофа у 5. веку пре нове ере, многи језици су имали различите начине изражавања ове вербалне јединице, која се затим рашчланила и еволуирала у низ израза са широким филозофским значајем. Древни манускрипти јеванђеља по Јовану откривају у свом 5. поглављу да рабин Јешуа укорава Фарисеје који очекују да нађу живот у записима уместо у себи.

## Класе
Граматика класификује лексикон језика у неколико група речи. Основна бипартитна подела која је могућа за практично сваки природни језик је на именице и глаголе.
Класификација у такве класе је у традицији Дионизија Трачанина, који разликује осам категорија: именице, глаголи, придеви, заменице, предлози, прилози, везници и узвици.
У индијској граматичкој традицији, Панини је увео сличну фундаменталну класификацију у номиналној (nāma, suP) и вербалној (ākhyāta, tiN) класи, која је базирана на сету суфикса које реч узима. Неке речи могу да буду контроверзне, као што је сленг у формалним контекстима, где се погрешке јављају због тога што речи не значе оно што би се подразумевало, или код вишезначних речи због потенцијалне конфузије његових вишеструких значења.